# Henri Charrière
Henri Charrière (Saint-Étienne-de-Lugdarès, Ardèche 16 de novembro de 1906 - Madrid, 29 de julho de 1973) foi um escritor francês, considerado autor do famoso livro Papillon, posteriormente transformado em filme em 1973.  
Foi um ex-militar da Marinha Francesa, transformou-se em vagabundo e aplicava pequenos golpes em Paris, por volta dos anos 1930. Foi condenado injustamente à pena de prisão perpétua pelo assassinato de um cafetão e mandado para o exílio na Guiana Francesa, mais especificamente a Ilha do Diabo, onde conheceu outros personagens os quais participaram de seu livro lançado nos anos 1960. 

## Biografia

### Juventude
Charrière nasceu em Saint-Étienne-de-Lugdarès, Ardèche, França. Ele tinha duas irmãs mais velhas. Sua mãe morreu quando ele tinha 10 anos. Aos 17 em 1923, ele se alistou na Marinha da França e serviu por dois anos. Depois disso, ele se tornou um membro do submundo de Paris. Mais tarde, ele se casou e teve uma filha.

### Prisão
A versão de sua vida apresentada em seu romance semibiográfico, Papillon, afirmava que Charrière foi condenado em 26 de outubro de 1931 pelo assassinato de um cafetão chamado Roland Le Petit, uma acusação que ele negou veementemente. Ele foi condenado à prisão perpétua e dez anos de trabalhos forçados. Casou-se com Georgette Fourel, prefeita do 1º arrondissement de Paris, em 22 de dezembro de 1931. [Eles se divorciaram em 8 de julho de 1970 por decisão do Tribunal Superior de Paris]. Após uma breve prisão na prisão transitória de Beaulieu em Caen, França, ele foi transportado em 1933 para a prisão de St-Laurent-du-Maroni no rio Maroni, no assentamento penal da Guiana Francesa continental.

Segundo o livro, ele escapou pela primeira vez em 28 de novembro de 1933 e foi acompanhado pelos companheiros de prisão André Maturette e Joanes Clousiot, que o acompanharam durante grande parte de sua fuga. Trinta e sete dias depois, o trio foi capturado pela polícia colombiana perto da aldeia de Riohacha, região do Caribe norte da Colômbia, e foi preso. Posteriormente, Charrière escapou durante uma noite chuvosa e fugiu para a Península de La Guajira, onde foi adotado por uma tribo indígena. Ele passou vários meses morando com os nativos, mas sentiu que precisava seguir em frente, uma decisão da qual se arrependeria no final. Depois de partir, ele foi rapidamente recapturado e enviado de volta à Guiana Francesa para ser colocado em confinamento solitário pelos próximos dois anos.

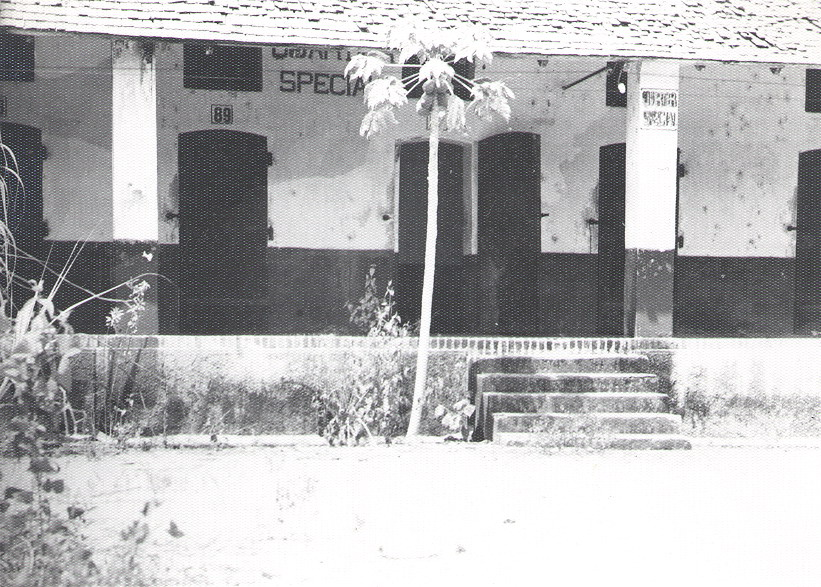
A prisão tal como em 1954, não muito antes de ser fechada e abandonada

Após sua libertação do confinamento solitário, ele passou mais sete anos na prisão. Durante este período, ele tentou escapar várias vezes, resultando em respostas cada vez mais brutais de seus captores. Ele afirmou que então foi confinado à Ilha do Diabo, um campo de trabalho (a Ilha do Diabo não era um campo de trabalho tanto quanto um campo de internamento) que, na época, era conhecido por ser inevitável. (As autoridades francesas divulgaram posteriormente os registros da colônia penal que contradiziam isso; entre outros detalhes, Charrière nunca tinha sido preso na Ilha do Diabo.) No entanto, ele finalmente conseguiu sua libertação permanente em 1941 usando um saco de cocos como uma jangada improvisada e navegando na maré fora da ilha, ele escapou com outro condenado. No entanto, seu companheiro se afogou em areia movediça quando chegaram à costa da Guiana Francesa.
Depois de se encontrarem com alguns prisioneiros chineses fugitivos no continente, eles compraram um barco e navegaram para Georgetown, na Guiana Britânica. Depois de quase um ano, um entediado Charrière juntou-se a outro grupo de condenados fugitivos em um novo barco com a intenção de chegar às Honduras britânicas. No entanto, depois de entrar em um ciclone, eles só conseguiram chegar à Venezuela. Todos foram presos e enviados a um violento assentamento penal em El Dorado, Estado de Bolívar. Após um ano de prisão, Charrière foi libertado com documentos de identidade em 3 de julho de 1944. Cinco anos depois, recebeu a cidadania venezuelana.
Os registros franceses de sua vida de 1933-1944 apresentam um relato diferente: Ele deixou a cidadela de Saint-Martin-de-Ré em 29 de setembro de 1933 a bordo do Martinière e desembarcou em 14 de outubro com o status de "transportado" para Saint-Laurent-du-Maroni. Resta pouco tempo no acampamento de transporte, pois ele é designado como auxiliar de enfermagem do Hospital Colonial André-Bouron, onde vê muitos internos retornando da corrida e contam suas histórias de fuga nas quais ele se inspirará. Este lugar o impede de trabalhar em sítios madeireiros ou concessões agrícolas que aniquilam condenados em poucos meses. Ele escapou pela primeira vez em 5 de setembro de 1934, mas falhou na Colômbia, um país que retornou condenados fugitivos à França. Julgando pelo Tribunal Marítimo Especial, ele passou dois anos nas celas do isolamento da Ilha de São José. Transferido várias vezes, ele acabou como chefe de enfermagem em um acampamento da Indochina no continente da Guiana, o acampamento florestal de Cascades do qual ele escapou na noite de 18 a 19 de março de 1944, junto com outros quatro companheiros.

### Vida posterior
Depois de Charrière ter cumprido um ano de liberdade provisória, ele recebeu sua liberdade total em 1945. Ele permaneceu na Venezuela e se naturalizou. Ele se casou com uma venezuelana identificada como Rita Bensimon. Ele abriu restaurantes em Caracas e Maracaibo. Ele foi posteriormente tratado como uma celebridade menor, mesmo sendo convidado com frequência para aparecer em programas de televisão locais. Ele finalmente retornou à França, visitando Paris em conjunto com a publicação de seu livro de memórias Papillon (1969). O livro vendeu mais de 1,5 milhão de cópias na França, levou um ministro francês a atribuir "o declínio moral da França" às minissaias e Papillon. Charrière interpretou o papel de um ladrão de joias em um filme de 1970 chamado ''Popsy Pop'' dirigido pelo diretor francês Jean Vautrin.
Em 1970, o Sistema de Justiça francês concedeu um perdão a Charrière por sua condenação por assassinato em 1931.

## Morte
Em 29 de julho de 1973, Charrière morreu de câncer na garganta em Madri, Espanha. 

## Papillon tem autoria contestada
Considerada como a "maior história verídica de fuga e aventura alguma vez escrita", o famoso livro "Papillon", de Henri Charriere, tem sua autoria contestada. Estudos da vida do escritor relatam que na realidade Charriere teria sido um impostor que se apropriou da história do verdadeiro escritor, René Belbenoit, que viveu e escreveu experiência na ilha do Diabo.

## Adaptações para o Cinema
Papillon foi adaptado para o filme Papillon (1973), dirigido por Franklin J. Schaffner e estrelado por Steve McQueen como Henri Charrière. Dalton Trumbo foi o roteirista, e o próprio Charrière atuou como consultor no local.

Em 2017 foi lançado um novo filme Papillon, dirigido por Michael Noer cujo protagonista foi representado pelo ator Charlie Humnam.